# 伊藤圭
伊藤 圭（いとう けい、1977年7月18日 - ）は、日本の元俳優 。福岡県出身。身長175cm。体重58kg。特技は美味しいラーメンを作ること。
2014年から映像コンテンツ権利処理機構に連絡のとれない権利者として掲載されている。

## 出演

### テレビドラマ
- 嬢王 テレビ朝日
- Ns'あおい フジテレビ
- 花ざかりの君たちへ〜イケメン♂パラダイス〜 フジテレビ
- 松本清張 けものみち テレビ朝日
- 松本清張・最終章 わるいやつら テレビ朝日
- セレブと貧乏太郎 フジテレビ
- シバトラ フジテレビ
- 交渉人〜THE NEGOTIATOR〜（レギュラー）テレビ朝日
- ギラギラ テレビ朝日
- パンドラ WOWOW
- 交渉人II〜THE NEGOTIATOR〜（レギュラー） テレビ朝日
- ギルティ 悪魔と契約した女 第4話フジテレビ

### 映画
- 交渉人 THE MOVIE タイムリミット高度10,000mの頭脳戦（松田秀知監督）東映
- アベックパンチ（古澤健監督）

### オリジナルビデオ
- 渋谷の女子高生が語った呪いのリスト4（古賀奏一郎監督）
- 渋谷の女子高生が語った呪いのリスト6（古賀奏一郎監督）
- 渋谷の女子高生が語った呪いのリスト8（古賀奏一郎監督）
- ミッシング55（越坂康史監督）

### 舞台
- あたっくNo.1（脚本：樫田正剛 演出：松田秀知 劇場：東京芸術劇場）